# 斯坦利·克雷默
斯坦利·厄尔·克雷默（英語：Stanley Earl Kramer，1913年9月29日—2001年2月19日）是一位美国知名的电影导演和制片人，他以创作反映、探讨社会问题的电影见长，并成为美国最受尊敬的电影人之一。作为一位成功的独立电影制片人和导演，他的作品总是敢于直面其他电影公司往往会极力避免的社会议题，如种族歧视、核战争、人性的贪婪、创造论与进化论以及法西斯主义形成的社会原因和后果。
正由于涉及题材的敏感性，斯坦利的电影在当时往往会引起社会巨大的争议，评价渐趋两极化，但在他近四十余年的职业生涯中，其作品也得到了同行业者的尊重和肯定。他执导的电影一共先后获得了16项学院奖，80次获提名，他本人则共计有9次获提名，并在第34届学院奖颁奖典礼上获得了一座欧文·G·托尔伯格纪念奖。他职业生涯中较为著名的电影作品包括：1952年的《日正當中》（又译《龙城歼霸战》，擔任制片），1954年的《叛舰凯恩号》（制片），1958年的《逃狱惊魂》（又译《挣脱索链》，导演兼制片），1959年的《海滩》（导演兼制片人），1960年的《风的传人》（又译《向上帝挑战》，导演兼制片），1961年的《纽伦堡的审判》（又译《劫后升平》，导演兼制片），1963年的《疯狂世界》（导演兼制片），1965年的《愚人船》（又译《百怪图》，导演兼制片）以及1967年的《誰來晚餐》（又译《男生女生黑白配》，导演兼制片）。

## 电影作品
| - 《明月冰心照杏林》（1955） - 《气壮山河》（1957） - 《逃狱惊魂》（1958） - 《海滩》（1959） - 《风的传人》（1960） - 《纽伦堡的审判》（1961） - 《疯狂世界》（1963） - 《愚人船》（1965） - 《猜猜谁来吃晚餐》（1967） - 《秘密大战争》（1968） - 《风暴狂潮》（1970） - 《保佑野兽和孩子们》（1971） - 《无情大地补晴天》（又译《浴血黑虎山》/《俄克拉荷马石油战》，1973年） - 《多米诺骨牌》（1977） - "The Runner Stumbles"（1979） | - 《夺得锦标归》（又译《拳击冠军》，1949） - 《忠义之家》（又译《孤岛五壮士》，1949） - 《男儿本色》（又译《男人们》，1950） - 《风流剑侠》（又译《大鼻子情圣》，1950） - 《推销员之死》（又译《淘金梦》，1951） - 《狙击手》（1952） - 《正午》（1952） - 《婚礼成员》（又译《烛火之夜》，1952） - 《飞车党 (电影)》（1953） - 《风尘知已》（又译《天涯知己》，1953） - 《T博士的5000个手指》（1953） - 《叛舰凯恩号》（1954） - 《紧急边缘》（1962） - 《疯狂世界》（1963） - 《天下父母心》（1963） - 《猜猜谁来吃晚餐》（1967） |

## 学院奖
| 年份 | 奖项                  | 电影                  | 结果 |
| ---- | --------------------- | --------------------- | ---- |
| 1952 | 最佳影片              | 《正午》              | 提名 |
| 1954 | 最佳影片              | 《叛舰凯恩号》        | 提名 |
| 1958 | 最佳影片              | 《逃狱惊魂》          | 提名 |
| 1958 | 导演                  | 《逃狱惊魂》          | 提名 |
| 1961 | 最佳影片              | 《纽伦堡的审判》      | 提名 |
| 1961 | 导演                  | 《纽伦堡的审判》      | 提名 |
| 1961 | 欧文·G·托尔伯格纪念奖 | 欧文·G·托尔伯格纪念奖 | 獲獎 |
| 1965 | 最佳影片              | 《愚人船》            | 提名 |
| 1967 | 最佳影片              | 《猜猜谁来吃晚餐》    | 提名 |
| 1967 | 导演                  | 《猜猜谁来吃晚餐》    | 提名 |